# Девлет Герай (калга)
Девле́т Гера́й (Гире́й) (крым. Devlet Geray, دولت كراى‎; ум. 13 ноября 1631) — нурэддин (1608—1610) и калга (1610—1623, 1628—1631) Крыма, сын нурэддина Шакая Мубарека Герая, внук крымского хана Девлета I Герая, младший брат крымского хана Джанибека Герая.

## Биография
Царевич Шакай Мубарек Герай (отец Девлета), бывший нурэддином в 1584-1588 годах, в 1588 году вынужден был покинуть Крым и проживал в Черкессии, где и скончался в 1593 году. Матерью Девлета Герая была Дур-бике, дочь черкесского князя из рода Беслене.
В 1608 году османский султан Ахмед I назначил новым крымским ханом Селямета I Герая (1608—1610), младшего сына Девлета I Герая. Селямет I Герай назначил калгой и нурэддином братьев Мехмеда Герая и Шахина Герая. Царевичи Джанибек Герай и Девлет Герай вместе со своей матерью вернулись из Черкессии в Крым. Селямет женился на Дур-бике и усыновил двух её сыновей.
В 1608 году братья Мехмед и Шахин Гераи организовали заговор против хана Селямета I Герая, который успел расрыть этот заговор. Мехмед и Шахин Гераи лишились своих должностей и бежали из Крыма на Кавказ. Селямет I Герай назначил Джанибека Герая новым калгой, а его младшего брата Девлета Герая — нурэддином.
В 1610 году после смерти Селямета I Герая на вакантный крымский престол стали претендовать Джанибек Герай и Мехмед Герай. Вначале Мехмед Герай захватил Бахчисарай и объявил себя новым ханом. Джанибек и Девлет Гераи бежали из столицы в Кафу, под защиту турецкого паши. Соперники Джанибек Герай и Мехмед Герай отправили посольства к султанскому двору в Стамбул, добиваясь своего утверждения на ханском престоле. Султан Ахмед I назначи новым крымским ханом Джанибека Герая и отправил ему на помощь в Кафу турецкое войско. В том же 1610 году при поддержке турецкого войска Джанибек одержал победу над своим противником Мехмедом Гераем и занял Бахчисарай, где был возведён на ханский престол. Джанибек Герай передал должность калги своему младшему брату Девлету Гераю.
В августе 1617 года по требованию османского правительства хан Джанибек Герай, оставив своего брата Девлета Герая в Крыму, с 10-тысячным крымскотатарским войском переправился в Синоп и принял участие в ирано-турецкой войне. В сентябре 1617 года по приказу султана калга-султан Девлет Герай предпринял разорительный поход на южные польские владения. Крымцы опустошили окрестности Канева и Белой Церкви, а ногайцы ходили под Львов.
Летом 1618 года Девлет Герай возглавил новый крымский поход на южные польские владения. Крымскотатарское войско напало на польский лагерь под Каменцем, но была отражена. Зато отдельные татарские и ногайские отряды разорили окрестности Винницы, Бара, Тарнополя, Синявца, Дубно и Львова.
В 1620 году хан Джанибек Герай отправил в новый поход на Речь Посполитую войско под предводительством Девлета Герая и Кантемир-мурзы. Крымцы и ногайцы опустошили Подолию и Брацлавщину. Поход завершился разгромом польского войска под командованием великого гетмана коронного Станислава Жолкевского битве под Цецорой в Молдавии. Крымские татары получили богатую добычу и знатных пленников, которые позднее были освобождены за большой выкуп.
В следующем 1621 года калга Девлет Герай участвовал в большом походе Джанибека Герая на южные польские владения. Крымская армия соединилась с турецкой и участвовала в битве с польско-казацким войском под Хотином. Хотинская битва закончилась поражением турецко-крымской армии, которая понесла большие потери убитыми и ранеными.
Весной 1623 года новый турецкий султан Мустафа I (1622—1623) отстранил от власти Джанибека Герая и назначил новым крымским ханом Мехмеда III Герая. Прежний хан Джанибек Герай вместе с калгой Девлетом Гераем удалился в турецкие владения.
Весной 1624 года османский султан Мурад IV (1623—1640) объявил о низложении хана Мехмеда III Герая и возвращении ханского престола Джанибеку Гераю. Джанибек со своим братом Девлетом Гераем в сопровождении турецкого войска высадился в Кафе. Однако Мехмед III Герай и калга Шахин Герай собрали крымскотатарские силы и отказались исполнять султанский приказ. В битве под Карасубазаром крымцы разгромили турецкое войско и захватили крепость Кафу. Джанибек и Девлет Гераи с остатками турецких сил бежали на кораблях в Варну.
В июне 1628 года турецкое правительство вторично объявило новым крымским ханом Джанибека Герая. 21 июня Джанибек Герай и прежний калга Девлет Герай с большим турецким войском высадился в Кафе, осаждённой ханом Мехмедом III Гераем и калгой Шахин Гераем. Крымскотатарские мурзы со своими отрядами изменили Мехмеду III и перешли на сторону Джанибека. Джанибек Герай во главе турецко-татарской армии выступил из Кафы и занял Бахчисарай, где вторично занял ханский престол. Девлет Герай был вторично назначен калгой. Мехмед и Шахин Гераи, потеряв поддержку крымской знати, бежали в Запорожье. Запорожские казаки обещали оказать им свою военную помощь в борьбе за возвращение власти в Крымском ханстве.
Осенью 1628 и весной 1629 годах калга Девлет Герай участвовал в отражении двух военных походов Мехмеда и Шахина Гераев во главе запорожских казаков и ногайцев на Крымское ханство.
Осенью 1629 года калга Девлет Герай предпринял большой набег на южные владения Речи Посполитой. Соединившись с буджацкой ордой под командованием Кантемир-мурзы, Девлет Герай вначале двинулся в Молдавию, а оттуда внезапно вторгся на Подолию и Галицию. Крымцы и ногайцы начали разорять близлежащие местечки и селения, убивая и пленяя местное население. Великий коронный стражник Стефан Хмелецкий с польскими хоругвями и реестровый гетман Григорий Чорный с казацкими полками уничтожали отдельные крымские и ногайские отряды, рассеявшиеся для грабежа и захвата пленников. В битве под Бурштином поляки и украинские казаки наголову разбили главный семитысячный крымскотатарский «загон» под руководством сына Кантемира. Победители перебили большинство крымцев и освободили десять тысяч пленников. В этом неудачном походе крымские татары и ногайцы потеряли убитыми и пленными до пятнадцати тысяч человек. Среди убитых находился сын Кантемира, а в плен попал царевич Ислям Герай. В январе 1630 года крымские татары возвратились в Крым, не приведя с собой ни одного пленника.
В ноябре 1631 года калга Девлет Герай скончался, не оставив после себя потомства. Новым калгой был назначен бывший нурэддин Азамат Герай (1631—1632), сын крымского хана Селямета I Герая (1608—1610).